# بی-سی-تا
بی-سی-تا (به انگلیسی: B-Say-Tah) یک منطقهٔ مسکونی در کانادا است که در ساسکاچوان واقع شده‌است. بی-سی-تا ۱۵۴٫۵ کیلومتر مربع مساحت و ۲۰۶ نفر جمعیت دارد.